# Ben Bright
Benjamin "Ben" Clifford Bright (Waiuku, 12 de julho de 1974) é um triatleta profissional neozelandês. 

## Carreira

### Olimpíadas
Ben Bright disputou os Jogos de Sydney 2000, terminando em 38º lugar com o tempo de 1:52:17.26. 